# Vệ nữ say ngủ
Sleeping Venus (Vệ Nữ đang ngủ) là một bức tranh được họa sĩ người Ý Giorgione sáng tác thời Phục hưng, trong khi cảnh quan và bầu trời, ngày nay được nhiều người được chấp nhận, được vẽ bởi Titian, và được hoàn thành năm 1510 sau cái chết của Giorgione. Bức tranh vẽ một phụ nữ nằm nghiêng, mắt nhắm nghiền như đang ngủ, mặt khẽ quay về hướng người xem, tay phải làm gối, tay trái đặt hờ lên cơ thể, chân trái duỗi đặt trên chân phải hơi co lại, một kiểu bố cục kinh điển mà rất nhiều tác phẩm hội họa về sau đã học theo. 